# Temple protestant de Liévin
Le temple protestant de Liévin est un édifice religieux situé 189 rue Jean-Baptiste-Défernez à Liévin, commune du Pas-de-Calais. La paroisse est membre de l'Église protestante unie de France.

## Historique
À la fin du siècle XIXe siècle, le Réveil protestant francophone, diffusé par les théologiens Tommy Fallot (1844-1904) et Élie Gounelle (1865-1950), trouve  un écho important auprès des populations ouvrières du Nord. Après Lille, des temples protestants sont dressés à Dunkerque, Roubaix, Lens. À Liévin, le premier culte est célébré en 1872. En 1885, l'Église réformée évangélique d'Amiens finance l'achat d'un terrain 10 rue François-Courtin. Le premier temple est détruit pendant la Première Guerre mondiale.
Un nouveau temple et un presbytère sont construits en 1923 grâce aux dommages de guerre. Ses architectes sont Laude, Lamarre et Henry. Dans les années 1980 est supprimée la flèche du clocher. En 2009, l'édifice est inscrit au titre des monuments historiques, ainsi que les façades et toitures de son presbytère. En 2012 il est inscrit comme Site no 72 Liste des biens du bassin minier du Nord-Pas-de-Calais inscrits sur la liste du patrimoine mondial de l'UNESCO.
Le presbytère est occupé par une Fraternité de la Mission populaire évangélique de France,.

## Architecture

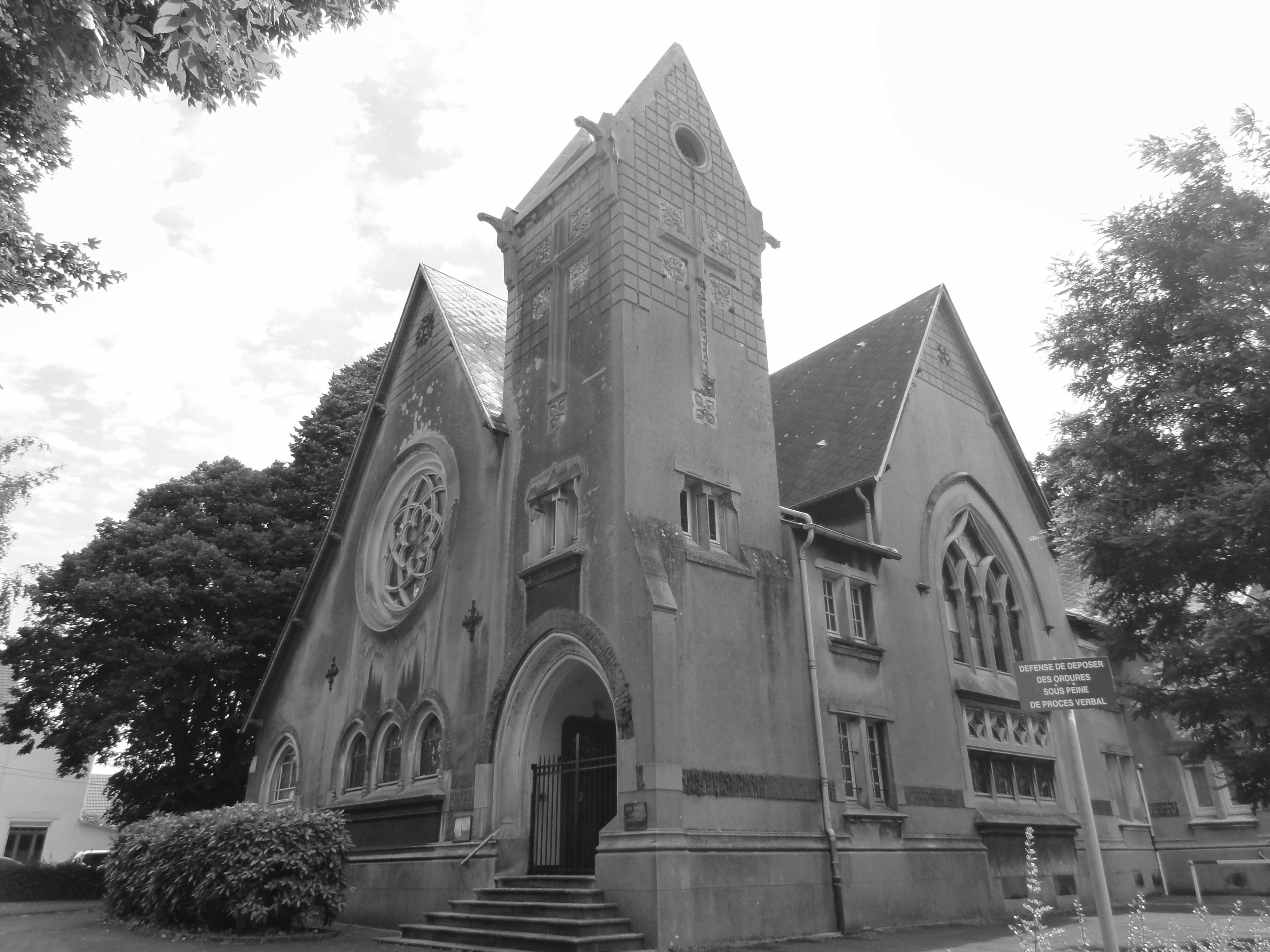
Le temple protestant.

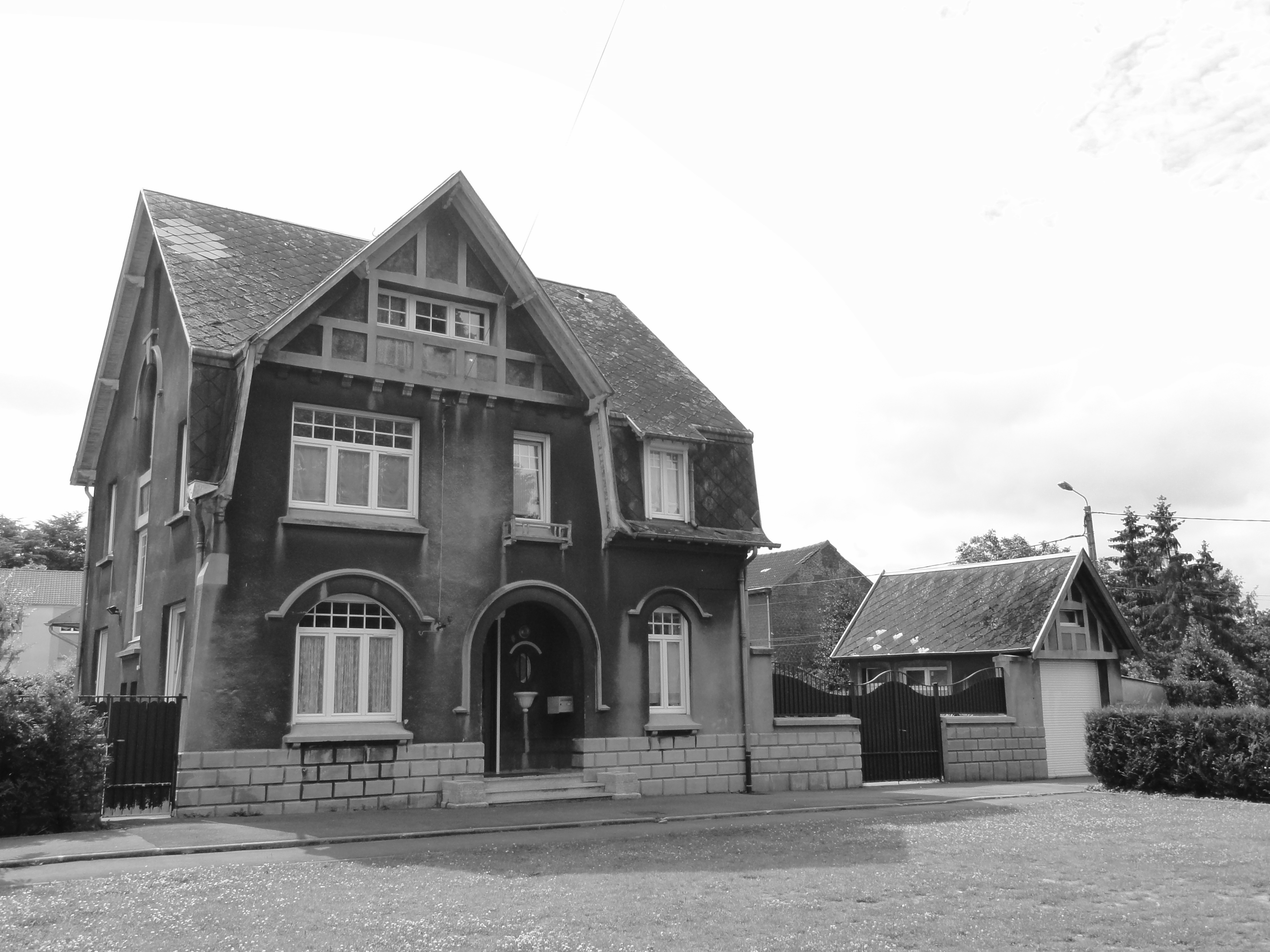
Presbytère.

L'édifice est un imposant bâtiment cubique. L’extérieur est couvert d’un enduit de ciment gris recouvrant une maçonnerie de briques et une structure en béton armé. Un clocher-porche est posé sur l’angle droit. Le porche se présente après six marches, sous une voûte en ogive fermée par une grille Art Déco. Un rosace à six pétales éclaire la nef.